# Dag van het Sprookje
De dag van sprookje is een initiatief van de Efteling en wordt jaarlijks gehouden op 7 juli.
De dag werd voor het eerst gehouden op 7 juli 2007. De datum de zevende van de zevende verwijst naar het gebruik van het getal zeven in veel sprookjes, waaronder de Zeven Dwergen, de Zevenmijlslaarzen of De wolf en de zeven geitjes.
Lijst van attracties in de Efteling · Lijst van sprookjes in de Efteling · Afbeeldingen